# Guijuelo
Guijuelo est une commune d’Espagne, dans la province de Salamanque, communauté autonome de Castille-et-León.

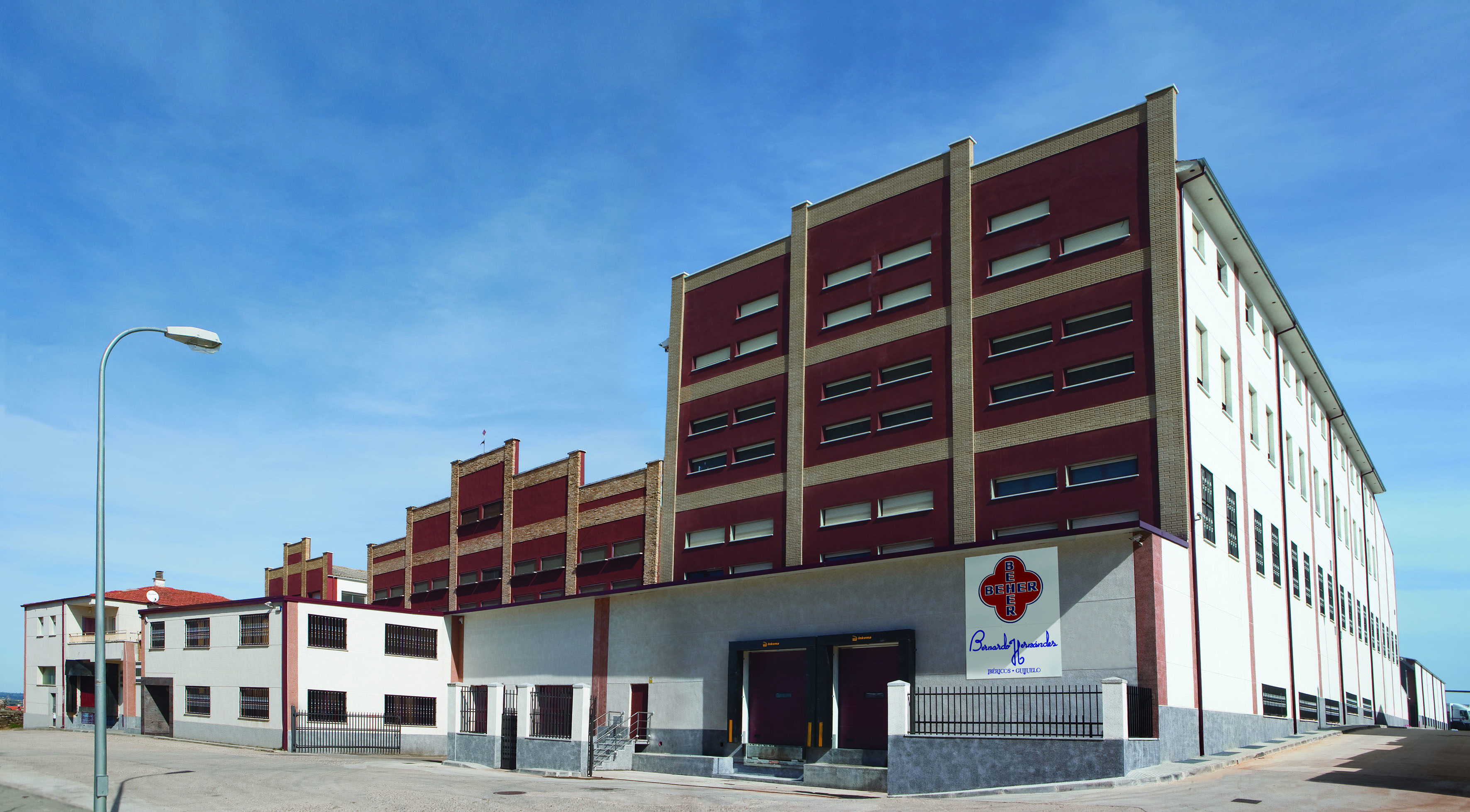
Installations de BEHER à Guijuelo.